# Nicola Minali
Nicola Minali (Isola della Scala, 10 novembre 1969) è un ex ciclista su strada italiano.
Professionista dal 1993 al 2002, ottenne due vittorie di tappa al Giro d'Italia, tre al Tour de France e sette alla Vuelta a España, e si aggiudicò due edizioni consecutive della Parigi-Tours.

## Carriera
Tra i dilettanti ottenne il terzo posto al Giro delle Regioni 1991 e i successi alla Popolarissima e al Circuito del Porto nel 1992. Passato professionista nel 1993 con la Mecair di Emanuele Bombini, vi gareggiò fino al 1997, vestendo quindi le divise di Riso Scotti (1998), Cantina Tollo (1999), Alexia (2000) e infine Tacconi Sport (2001-2002).
Velocista molto competitivo, si mise in luce nel 1994 vincendo una tappa alla Settimana Catalana, una al Tour de France e due al Tour de Romandie. Tra i pochi sprinter in grado di competere con Mario Cipollini, è tra i pochi velocisti ad essersi aggiudicato almeno una frazione nei tre grandi giri: due nel Giro d'Italia (1995 e 1998), tre al Tour de France (1994 e 1997) e ben sette alla Vuelta a España (1995 e 1996). Tra gli altri successi prestigiosi, le due edizioni consecutive della Parigi-Tours (1995 e 1996), le due tappe alla Tirreno-Adriatico del 1995, il Giro di Puglia del 1997 e il Giro della Provincia di Siracusa del 1998. Si è ritirato dal mondo del ciclismo agonistico all'inizio del 2003, contando al suo attivo oltre cinquanta vittorie.
Il 24 luglio 2013 il Senato Francese ha fatto il suo nome come atleta positivo all'EPO al Tour de France 1998, rivelando la lista dei ciclisti positivi ai test retroattivi effettuati nel 2004 dal laboratorio di Châtenay-Malabry.
Il figlio Riccardo, nel 2017, diventa professionista tra le file della Astana.

## Palmarès
- 1992 (dilettanti)

La Popolarissima
Circuito del Porto
Giro delle Tre Provincie
- 1993 (Mecair, due vittorie)

2ª tappa Driedaagse De Panne - Koksijde (Herzele > Oostduinkerke)
1ª tappa Settimana Ciclistica Bergamasca
- 1994 (Gewiss, quattro vittorie)

2ª tappa Setmana Catalana (Lloret de Mar > Caves Segura)
2ª tappa Tour de Romandie (Le Sentier > Losanna)
5ª tappa Tour de Romandie (Bulle > Ginevra)
5ª tappa Tour de France (Portsmouth > Portsmouth)
- 1995 (Gewiss, quindici vittorie)

1ª tappa Post Danmark Rundt (Esbjerg > Holstebro)
4ª tappa Post Danmark Rundt (Kolding > Odense)
6ª tappa Post Danmark Rundt (Roskilde > Frederiksberg)
3ª tappa Volta a la Comunitat Valenciana (Almussafes > Alcossebre)
3ª tappa Tirreno-Adriatico (Anagni > Santa Marinella)
6ª tappa Tirreno-Adriatico (Terni > Comunanza)
2ª tappa Setmana Catalana (Lloret de Mar > Badalona)
4ª tappa Setmana Catalana (Llívia > Santa Coloma de Gramenet)
5ª tappa, 1ª semitappa Setmana Catalana (Santa Coloma de Gramenet > Rubí)
1ª tappa Vuelta a Aragón
6ª tappa Giro d'Italia (Trani > Taranto)
1ª tappa Vuelta a España (Saragozza > Logroño)
6ª tappa Vuelta a España (Orense > Zamora)
11ª tappa Vuelta a España (Siviglia > Marbella)
Parigi-Tours
- 1996 (Gewiss, dieci vittorie)

5ª tappa Post Danmark Rundt (Ringsted > Frederiksberg)
1ª tappa Vuelta a Burgos (Burgos > Aranda de Duero)
5ª tappa Vuelta a Burgos (Quintana-Urria > Burgos)
2ª tappa Vuelta a España (Valencia > Cuenca)
8ª tappa Vuelta a España (Marbella Jerez de la Frontera)
9ª tappa Vuelta a España (Jerez de la Frontera > Cordova)
16ª tappa Vuelta a España (Logroño > Sabiñánigo)
1ª tappa Boland Bank Tour
Parigi-Tours
Gran Premio Città di Misano Adriatico
- 1997 (Batik, nove vittorie)

1ª tappa Giro di Sardegna (Cagliari > Cagliari)
4ª tappa Tour de France (Plumelec > Puy du Fou)
21ª tappa Tour de France (Disneyland Paris > Parigi/Champs-Élysées)
1ª tappa Post Danmark Rundt (Horsens > Esbjerg)
3ª tappa Giro di Puglia (Otranto > Maruggio)
1ª tappa Grand Prix Jornal de Noticias (Aveiro > Tondela)
2ª tappa Grand Prix Jornal de Noticias (Tondela > Figueira de Castelo Rodrigo)
1ª tappa Volta ao Alentejo (Serpa > Beja)
4ª tappa Volta ao Alentejo (Castelo de Vide > Reguengos de Monsaraz)
- 1998 (Batik, cinque vittorie)

5ª tappa Tour Méditerranéen (Arles > Béziers)
Giro della Provincia di Siracusa
5ª tappa, 1ª semitappa Setmana Catalana (L'Hospitalet de Llobregat > Cerdanyola del Vallès)
3ª tappa Giro d'Italia (Rapallo > Forte dei Marmi)
3ª tappa, 1ª semitappa Rheinland-Pfalz-Rundfahrt (Magonza > Ludwigshafen)
- 1999 (Cantina Tollo, due vittorie)

5ª tappa Settimana Ciclistica Lombarda (Orio al Serio/Sarnico)
1ª tappa 4 Jours de Dunkerque (Dunkerque > Loon-Plage)
- 2001 (Tacconi Sport, una vittoria)

5ª tappa Giro di Svezia
- 2002 (Tacconi Sport, due vittorie)

1ª tappa International Tour of Rhodes (Rodi > Rodi)
2ª tappa International Tour of Rhodes (Rodi > Rodi)

### Altri successi
- 1996 (Gewiss)

Classifica regolarità Vuelta a Burgos

## Piazzamenti

### Grandi Giri
- Giro d'Italia

1995: ritirato (15ª tappa)
1997: non partito (5ª tappa)
1998: fuori tempo (6ª tappa)
1999: 113º
- Tour de France

1994: ritirato (12ª tappa)
1996: ritirato (11ª tappa)
1997: 122º
1998: ritirato (17ª tappa)
1999: non partito (9ª tappa)
- Vuelta a España

1995: ritirato (15ª tappa)
1996: 96º

### Classiche monumento
- Milano-Sanremo

1995: 72º
1997: 83º
1998: 162º
2002: 153º
- Giro delle Fiandre

1994: 88º

## Riconoscimenti
- Premio Bici al Chiodo dell'Associazione Nazionale Ex Corridori Ciclisti nel 2003